# Ankarkaféets stamkunder
Ankarkaféets stamkunder (finska: Ankkurikahvilan kantavieraat) är en finländsk komedi- och musikfilm från 1940, producerad av Sampo Filmi. 
Musik framförs av Matti Jurva, Kauko Käyhkö och Eugen Malmstén. Pentti Viljanen reciterar Soldatgossen och Leena Rintala dansar.

## Medverkande
- Matti – Matti Jurva
- Sjökapten – Eugen Malmstén
- Sjöman – Kauko Käyhkö
- Servitris – Sointu Kouvo
- Styrman – Esko Mannermaa
- Dansös – Leena Rintala
- Diktläsare – Pentti Viljanen